# San Pablo Netitlán
San Pablo Netitlán är en ort i Mexiko.   Den ligger i kommunen Zapotitlán och delstaten Puebla, i den sydöstra delen av landet, 220 km sydost om huvudstaden Mexico City. San Pablo Netitlán ligger 2 303 meter över havet och antalet invånare är 186.
Terrängen runt San Pablo Netitlán är huvudsakligen kuperad. San Pablo Netitlán ligger uppe på en höjd. Runt San Pablo Netitlán är det mycket glesbefolkat, med 5 invånare per kvadratkilometer. Närmaste större samhälle är Zaragoza, 11,0 km nordost om San Pablo Netitlán. Trakten runt San Pablo Netitlán består i huvudsak av gräsmarker.